# 齐氏魟
齐氏魟（学名：Dasyatis gerrardi）为魟科魟屬的鱼类。该物种主要分布于红海、印度洋、印度尼西亚、日本南部以及南海等海域。體長約兩公尺。模式产地在印度。